# جون هاريس (عسكري)
جون هاريس (بالإنجليزية: John Harris)‏ هو عسكري أمريكي، ولد في 20 مايو 1793 في East Whiteland Township, Pennsylvania ‏ في الولايات المتحدة، وتوفي في 12 مايو 1864 في واشنطن العاصمة في الولايات المتحدة.